# Спрінглейк (Техас)
Спрінглейк (англ. Springlake) — місто (англ. town) в США, в окрузі Лемб штату Техас. Населення — 145 осіб (2020).

## Географія
Спрінглейк розташований за координатами 34°13′54″ пн. ш. 102°18′21″ зх. д. / 34.23167° пн. ш. 102.30583° зх. д. (34.231621, -102.305734).  За даними Бюро перепису населення США в 2010 році місто мало площу 2,66 км², уся площа — суходіл.

## Демографія
Згідно з переписом 2010 року, у місті мешкало 108 осіб у 48 домогосподарствах у складі 32 родин. Густота населення становила 41 особа/км².  Було 70 помешкань (26/км²).
Расовий склад населення:
| - 83,3 % — білих - 1,9 % — чорних або афроамериканців - 12,0 % — осіб інших рас |

До двох чи більше рас належало 2,8 %. Частка іспаномовних становила 23,1 % від усіх жителів.
За віковим діапазоном населення розподілялося таким чином: 24,1 % — особи молодші 18 років, 53,7 % — особи у віці 18—64 років, 22,2 % — особи у віці 65 років та старші. Медіана віку мешканця становила 49,8 року. На 100 осіб жіночої статі у місті припадало 100,0 чоловіків;  на 100 жінок у віці від 18 років та старших — 95,2 чоловіків також старших 18 років.
За межею бідності перебувало 4,5 % осіб, у тому числі 0,0 % дітей у віці до 18 років та 18,2 % осіб у віці 65 років та старших.
Цивільне працевлаштоване населення становило 49 осіб. Основні галузі зайнятості: сільське господарство, лісництво, риболовля — 36,7 %, освіта, охорона здоров'я та соціальна допомога — 20,4 %, науковці, спеціалісти, менеджери — 16,3 %.